# Rubécourt-et-Lamécourt
Rubécourt-et-Lamécourt è un ex comune francese di 160 abitanti situato nel dipartimento delle Ardenne nella regione del Grand Est. Il 1º gennaio 2017 il comune è stato accorpato, insieme al comune di Villers-Cernay, al comune di Bazeilles.

## Società

### Evoluzione demografica
Abitanti censiti